# Sinoinocellia liaoxiensis
Sinoinocellia liaoxiensis là một loài côn trùng trong họ Inocelliidae thuộc bộ Raphidioptera. Loài này được Wang miêu tả năm 1987.